# Đồng Kiến Minh
Đồng Kiến Minh (tiếng Trung giản thể: 童建明, bính âm Hán ngữ: Tóng Jiàn Míng, sinh tháng 6 năm 1963, người Hán) là luật gia, chính trị gia nước Cộng hòa Nhân dân Trung Hoa. Ông là Ủy viên Ủy ban Trung ương Đảng Cộng sản Trung Quốc khóa XX, hiện là Phó Bí thư Đảng tổ, Phó Viện trưởng thường vụ Viện Kiểm sát Nhân dân Tối cao, Ủy viên Ủy ban Kiểm sát, Đại Kiểm sát viên cấp 1. Ông từng là Thường vụ Tỉnh ủy, Tổng thư ký Tỉnh ủy, Bí thư Ủy ban Công tác cơ quan trực thuộc Tỉnh ủy Hà Bắc; Bí thư Đảng tổ, Kiểm sát trưởng Viện Kiểm sát Nhân dân tỉnh Hà Bắc.
Đồng Kiến Minh là đảng viên Đảng Cộng sản Trung Quốc, học vị Thạc sĩ Luật học chuyên ngành hình sự. Ông có sự nghiệp đại đa số trong ngành tư pháp, thiên về kiểm sát từ xuất phát điểm cho đến khi trở thành lãnh đạo lĩnh vực này của Trung Quốc.

## Xuất thân và giáo dục
Đồng Kiến Minh sinh tháng 6 năm 1963 tại huyện Thuần An, thuộc thủ phủ Hàng Châu, tỉnh Chiết Giang, Cộng hòa Nhân dân Trung Hoa. Ông lớn lên và tốt nghiệp cao trung ở Thuần An, thi đỗ Đại học Nhân dân Trung Quốc và tới thủ đô Bắc Kinh để nhập học Khoa Pháp luật của trường vào tháng 9 năm 1980, tốt nghiệp Cử nhân Pháp luật vào tháng 7 năm 1984. Sau đó, ông tiếp tục thi đỗ cao học tại trường, theo học và nhận bằng Thạc sĩ Luật Hình sự vào tháng 8 năm 1986. Đồng Kiến Minh được kết nạp Đảng Cộng sản Trung Quốc tại trường Nhân dân vào tháng 6 năm 1986, ông từng tham gia khóa học bổ túc cho cán bộ lãnh đạo từ tháng 4 năm 1991 đến tháng 3 năm 1992; lớp bồi dưỡng cán bộ trung, thanh niên giai đoạn tháng 3–7 năm 2008, đều tại Trường Đảng Trung ương Đảng Cộng sản Trung Quốc.

## Sự nghiệp
Tháng 8 năm 1986, sau khi nhận bằng thạc sĩ luật, Đồng Kiến Minh bắt đầu sự nghiệp của mình khi được nhận vào Viện Kiểm sát Nhân dân Tối cao (Viện tối cao), bắt đầu ở vị trí cán bộ Văn phòng Sảnh Kiểm sát Kỷ luật và Pháp luật của Viện tối cao. Giai đoạn đầu này, ông được điều về Viện Kiểm sát Nhân dân huyện Thuận Nghĩa (nay là cấp quận) của Bắc Kinh để huấn luyện 2 năm liền 1986–88. Tháng 4 năm 1991, ông được thăng cấp làm cán bộ cấp phó trưởng phòng của Sảnh Văn phòng Viện tối cao, và là Phó Chủ nhiệm Văn phòng Kiểm sát trưởng, đảm nhiệm cho đến năm 1995, giúp việc cho Kiểm sát trưởng lúc bấy giờ là Lưu Phục Chi (1988–93), Trương Tư Khanh (1993–98). Đến tháng 12 năm 1995, ông được phân công làm Trợ lý Chủ nhiệm Sảnh Văn phòng Viện tối cao, là Phó Chủ nhiệm từ tháng 1 năm 1997. Tháng 5 năm 2002, Đồng Kiến Minh được chuyển chức làm Phó Chủ nhiệm Bộ Chính trị của Viện tối cao, chuyển về và thăng chức là Chủ nhiệm Sảnh Văn phòng Viện tối cao từ tháng 3 năm 2005, được bầu làm Ủy viên Ủy ban Kiểm sát từ tháng 4 cùng năm. Tháng 9 năm 2009, ông được phê chuẩn chức vụ Ủy viên Ủy ban Kiểm sát cấp phó bộ trưởng, sau hơn 30 năm công tác ở Viện tối cao.
Tháng 12 năm 2012, Đồng Kiến Minh được điều chuyển tới tỉnh Hà Bắc, là Ủy viên Ủy ban Chính Pháp Tỉnh ủy Hà Bắc, sau đó là Bí thư Đảng tổ, Kiểm sát trưởng Viện Kiểm sát Nhân dân tỉnh Hà Bắc, giữ chức vụ này giai đoạn 2012–17. Tháng 7 năm 2017, ông được miễn chức, bầu vào Ban Thường vụ Tỉnh ủy Hà Bắc, được bổ nhiệm làm Tổng thư ký Tỉnh ủy kiêm Bí thư Ủy ban Công tác cơ quan trực thuộc Tỉnh ủy.
Tháng 6 năm 2018, Đồng Kiến Minh được điều trở lại Viện tối cao, được phê chuẩn bổ nhiệm làm Phó Kiểm sát trưởng Viện Kiểm sát Nhân dân Tối cao, Ủy viên Ủy ban Kiểm sát, Thành viên Đảng tổ Viện tối cao từ ngày 22 tháng 6. Ngày 21 tháng 5 năm 2020, ông được phân công làm Phó Bí thư Đảng tổ, Phó Kiểm sát trưởng thường vụ Viện tối cao cấp bộ trưởng, chức danh Đại Kiểm sát quan cấp 1 (一级大检察官). Cuối năm 2022, ông tham gia Đại hội Đảng Cộng sản Trung Quốc lần thứ XX từ đoàn đại biểu khối cơ quan trung ương Đảng và Nhà nước. Trong quá trình bầu cử tại đại hội, ông được bầu là Ủy viên Ủy ban Trung ương Đảng Cộng sản Trung Quốc khóa XX.

## Công trình
Trong sự nghiệp của mình, ngoài công tác trong ngành tư pháp, Đồng Kiến Minh có nhiều công trình nghiên cứu pháp luật, đã xuất bản và nổi bật như:
- Đồng Kiến Minh (2004). 《检察机关公文写作与办公自动化培训教程》. Bắc Kinh: Kiểm sát Trung Quốc. ISBN 978-7-51020-879-9.
- Đồng Kiến Minh; Vạn Xuân (2008). 《中国检察体制改革论纲》. Bắc Kinh: Kiểm sát Trung Quốc. ISBN 978-7-80185-910-5.
- Đồng Kiến Minh (2012). 《新刑事诉讼法理解与适用》. Bắc Kinh: Kiểm sát Trung Quốc. ISBN 978-7-51020-635-1.